# Wapen van Neerpelt

Het wapen van Neerpelt (sinds 1995).

Het wapen van Neerpelt is het heraldisch wapen van Neerpelt, een deelgemeente van Pelt in de Belgische provincie Limburg. Het wapen werd op 4 januari 1995 bij ministerieel besluit aan de toenmalige gemeente toegekend.

## Geschiedenis
Het gedeelde gemeentewapen verwees naar de gebieden waartoe de twee deelgemeenten van Neerpelt - Sint-Huibrechts-Lille en Neerpelt - historisch toe behoorden: met name respectievelijk tot het graafschap Loon en de heerlijkheid Grevenbroek. Aangezien de heerlijkheid Grevenbroek in 1380 was aangekocht door de heren van Akel wordt daarom in de eerste helft het wapen van Arkel gevoerd.

## Blazoenering
De blazoenering luidt:
Gedeeld 1. in zilver twee beurtelings gekanteelde dwarsbalken van keel 2. gedwarsbalkt van tien stukken van goud en van keel.— Ministerieel besluit van 4 januari 1995.

## Vergelijkbare wapens

Het wapen van de familie Van Arkel en het Land van Arkel.
Het wapen van Loon en alle afgeleide wapens daarvan.